# Rito de los voladores
El rito de los voladores es una manifestación cultural y espiritual realizada por pueblos mesoamericanos, en los actuales países de México y Guatemala. Sus orígenes se remontan al Período preclásico mesoamericano, se han encontrado representaciones de este ritual en la cerámica funeraria de las culturas de Occidente. Posteriormente pasó a otros lugares, muy probablemente relacionada con el sacrificio y los cultos de la fertilidad. Sobrevive entre los nahuas y los totonacos de la Sierra Norte de Puebla y el Totonacapan en México. En Guatemala, se realiza en el departamento del Quiché, en Chichicastenango y Joyabaj.
En 2009 fue proclamado Patrimonio Cultural Inmaterial de la Humanidad por la Unesco. Reconociendo su importancia y la necesidad de preservarla para futuras generaciones. Esta denominación solo designa a México como país de origen, debido a que fue solo este país quien presentó su nominación al programa.

## Ritual
Este ritual está asociado a la fertilidad y busca expresar respeto y armonía con la naturaleza y el universo espiritual, no obstante según los registros antropológicos, la danza existía con otras características y fue relacionada al culto religioso en la era posclásica, gracias a que fue incorporada a la cultura totonaca y posteriormente los aztecas se adicionaron elementos solares y de mayor peligrosidad, pues danza del Volador se ejecuta con cuatro danzantes que representan los cuatro puntos cardinales y el caporal, pero se observaron danzas con solo dos danzantes. La fertilidad se representa mediante el descenso de los danzantes, que simbolizan la caída de la lluvia.

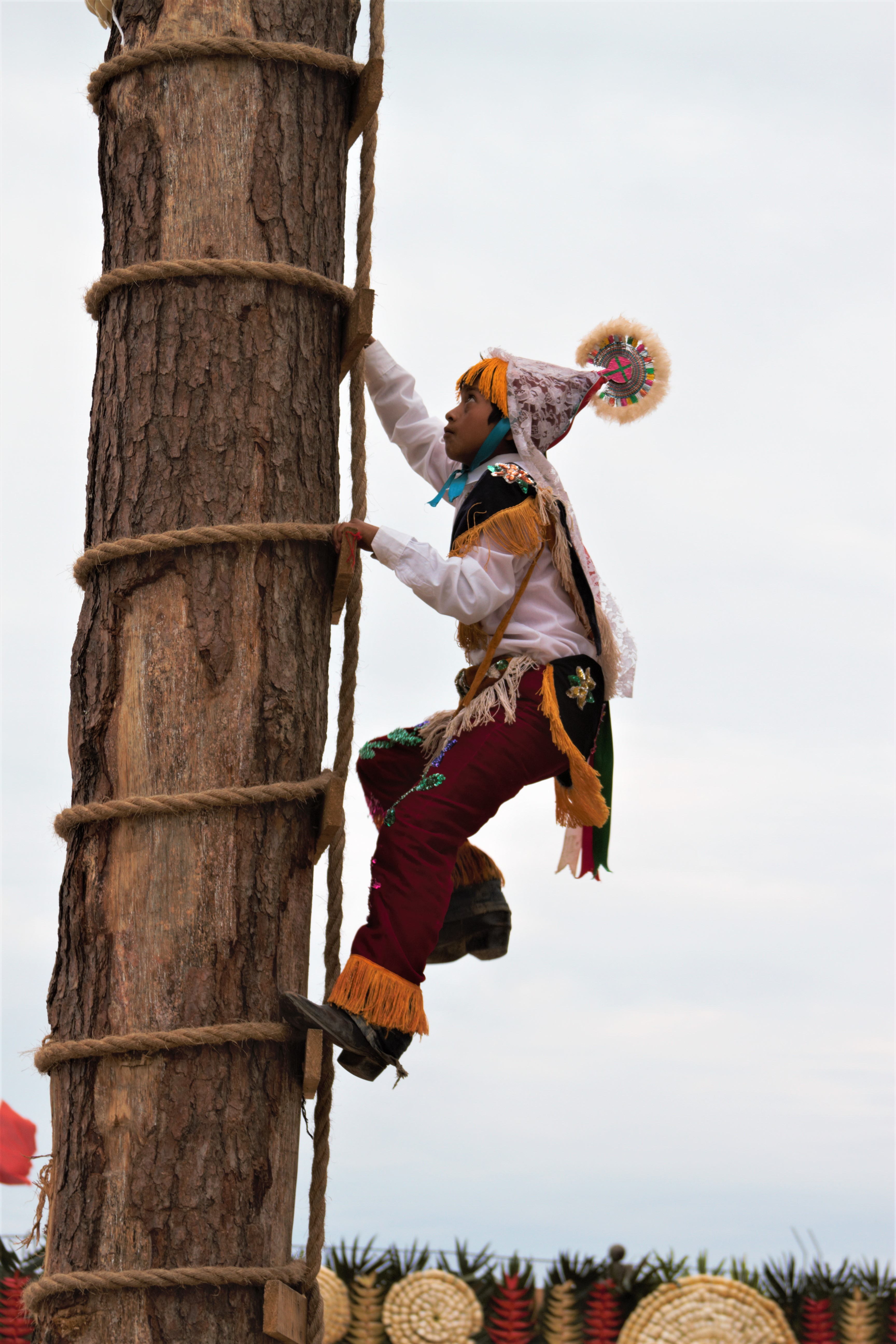
Niño totonaca sube hasta la cima del palo en medio de las celebraciones de la feria de Cuetzalan, Puebla, para realizar la tradicional danza de los voladores de Papantla.

La ceremonia comienza con la selección y tala de un árbol alto, de entre 18 y 40 metros, conocido como "palo volador" Antes de cortarlo, se realiza una ceremonia en la que se pide perdón al dios de la montaña, mostrando respeto por la naturaleza.  El árbol, despojado de sus ramas y hojas, es transportado al centro de la comunidad para su instalación en donde se ajustan varias piezas: una pequeña base de madera, una cruz, un pivote (denominado también manzana) que unirá y posibilitará el giro, y una escalera unida al palo. En los extremos de la cruz se colocan cuerdas que sujetan a los danzantes voladores simbolizando los puntos cardinales, norte, sur, este y oeste, más el caporal que representa el centro. A más de 20 metros en lo alto de la estructura, se sitúa el caporal, personaje que toca un tambor y una flauta, y coordina el ritual. Cada señal que el caporal hace es un tipo de acrobacia, en una de ellas cada danzante volador salta al vacío, sujetado por la cintura, boca abajo y afianzándose con las piernas y gira 13 veces cada uno de ellos silmulando descender por los 13 cielos del dios sol , que multiplicado por los cuatro voladores da el resultado de 52, ya que este número es el símbolo del ciclo de 52 años del calendario indígena o Xiuhmolpilli. Finaliza cuando los participantes empiezan a abrir el círculo hasta tocar el suelo. Si los espectadores aplauden alguno de los voladores dobla las piernas y se toca los pies con las manos, siendo esta una maniobra muy difícil que solo puede durar unos segundos, en raras ocasiones algunos danzantes haciendo muestra de gran valentía se atreven a lanzarse sin amarre alguno en la cintura, hacen un círculo con el lazo a manera que no se desate e introducen solamente una pierna, ésta es una maniobra muy peligrosa, lo hacen con el fin de innovar y distinguirse de los demás grupos. Los danzantes visten trajes muy coloridos que representan a aves tropicales.

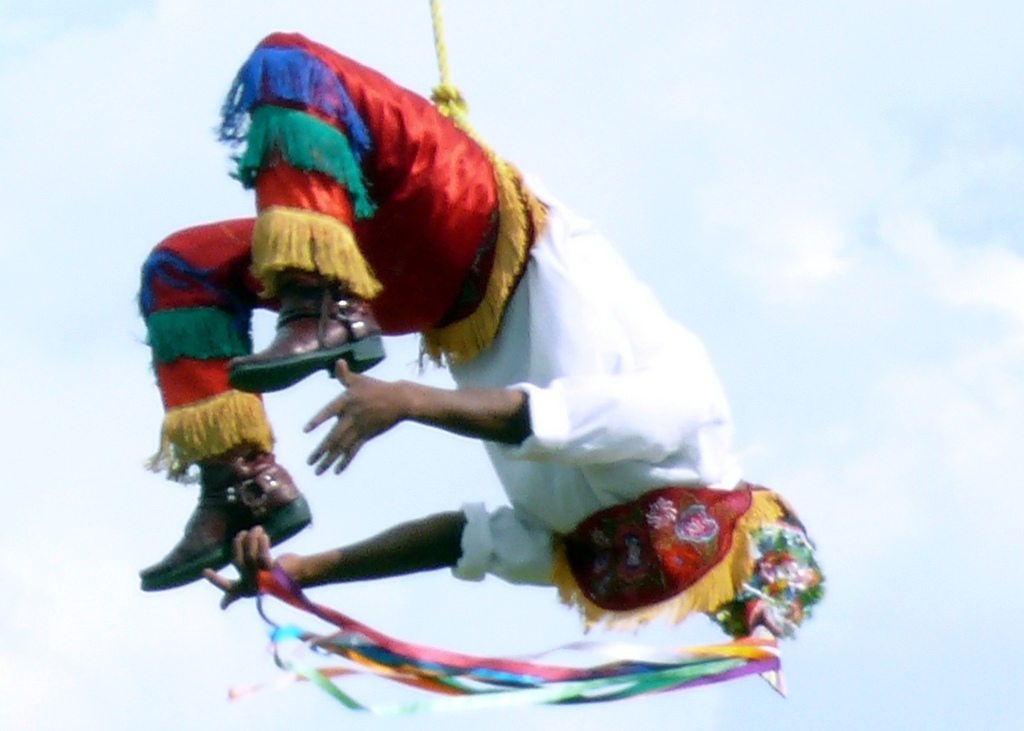
Danzante descendiendo en Cholula, Puebla.

El ritual del volador no se limita a la danza, ya que la obtención e instalación del palo conlleva gran solemnidad, pues este es cortado en terrenos fuera de la región de la comunidad, esto requiere otro ritual, la danza de los voladores cuenta con una gran cantidad de sones, que son la cantidad de lenguas indígenas que se hablan en México, pero al igual que las lenguas no todos los sones son bailados por los voladores, pues con el paso de los años los antepasados las comunican a las demás generaciones. Originalmente se utilizan solo tres variedades de árbol para obtener el palo: Zuelania ghidonia, Aspidosperma megalocarpon y Carpodiptera ameliae, debido a la resistencia de éstas plantas, no obstante debido a la tala inmoderada, la cantidad de éstos árboles ha disminuido. En la tala del árbol participan los danzantes que según la tradición deben de abstenerse sexualmente en el transcurso de la ceremonia. En el rito del corte, primero se hace una ceremonia para pedir perdón al bosque por tomar la vida de uno de sus seres y se le ofrecen ofrendas mientras los danzantes bailan alrededor del árbol. El caporal inicia el corte con hacha y le siguen los danzantes, pero toda la comunidad participa. Según la tradición el palo debe ser trasladado sin tocar el suelo hasta el lugar donde se colocará o “sembrará”, y en el hoyo donde se instalará también se depositan ofrendas. La instalación y arreglo del palo también va acompañada de música.
La danza Hua-hua está rodeada de menos solemnidad, y se considera menos importante que la del Volador. Los danzantes bailan antes de subir a la cruz o rehilete y son guiados por el caporal para ascender a éste y es hecho girar por efecto del peso de los danzantes. El traje de los danzantes es igual que en la ceremonia del volador con la variante de que el gorro es más grande porque tiene una estructura circular de papel que representa al arcoíris.

## Actualidad

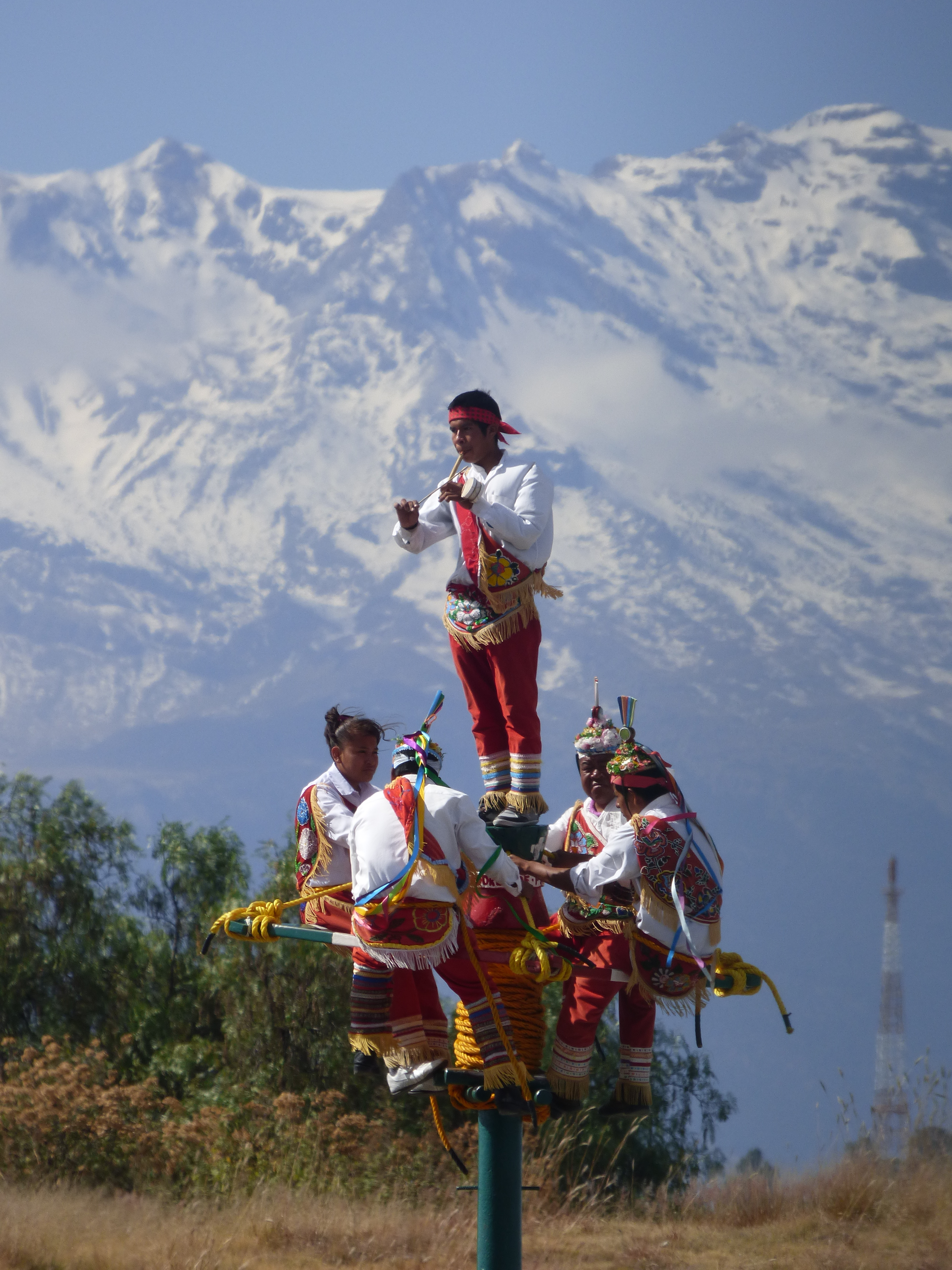
Rito de voladores en Cholula, Puebla.

El rito de los voladores continúa siendo una tradición viva y relevante en la cultura mexicana. Las danzas indígenas trataron de ser prohibidas por los misioneros españoles en América, por lo que la permanencia de esta tradición se limita grupos nahuas y totonacos de la Sierra Norte de Puebla y el Totonacapan veracruzano, siendo bastante popular y difundido en Papantla, Veracruz, por lo que a los voladores se les conoce como “Voladores de Papantla”. Algunos grupos de indígenas de esas regiones se han trasladado a diversos puntos de la República Mexicana, como el Museo Nacional de Antropología en la Ciudad de México y el parque eco-arqueológico [Xcaret] en Quintana Roo, donde hacen una breve representación del ritual indígena.

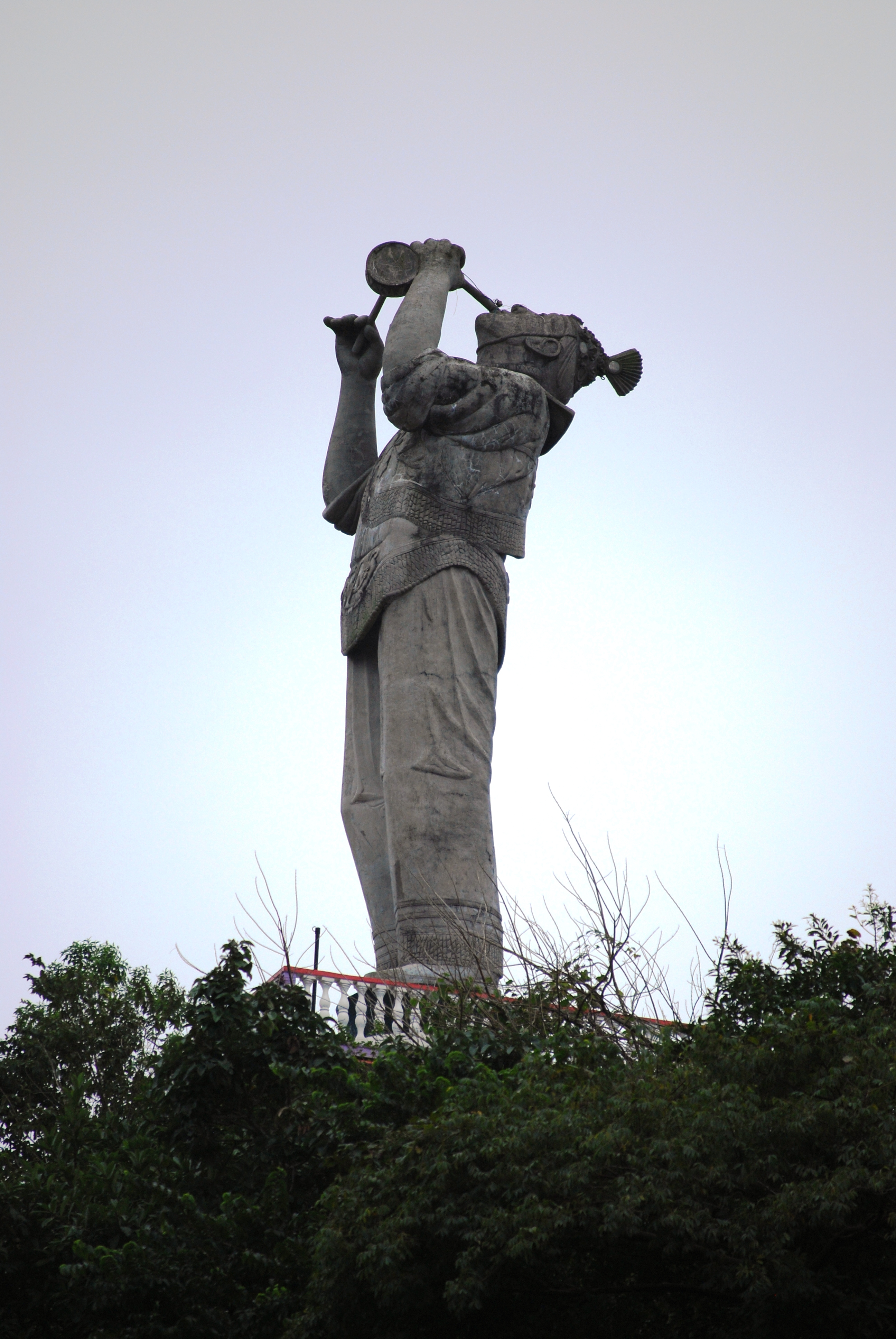
Estatua monumental de El volador en Papantla, Veracruz.

La danza del Volador es conocida en Papantla como “Vuelo de los muertos” o Kos'niin y la danza Hua-hua como “Guacamaya” o Lakkao "Voladores de Papantla"

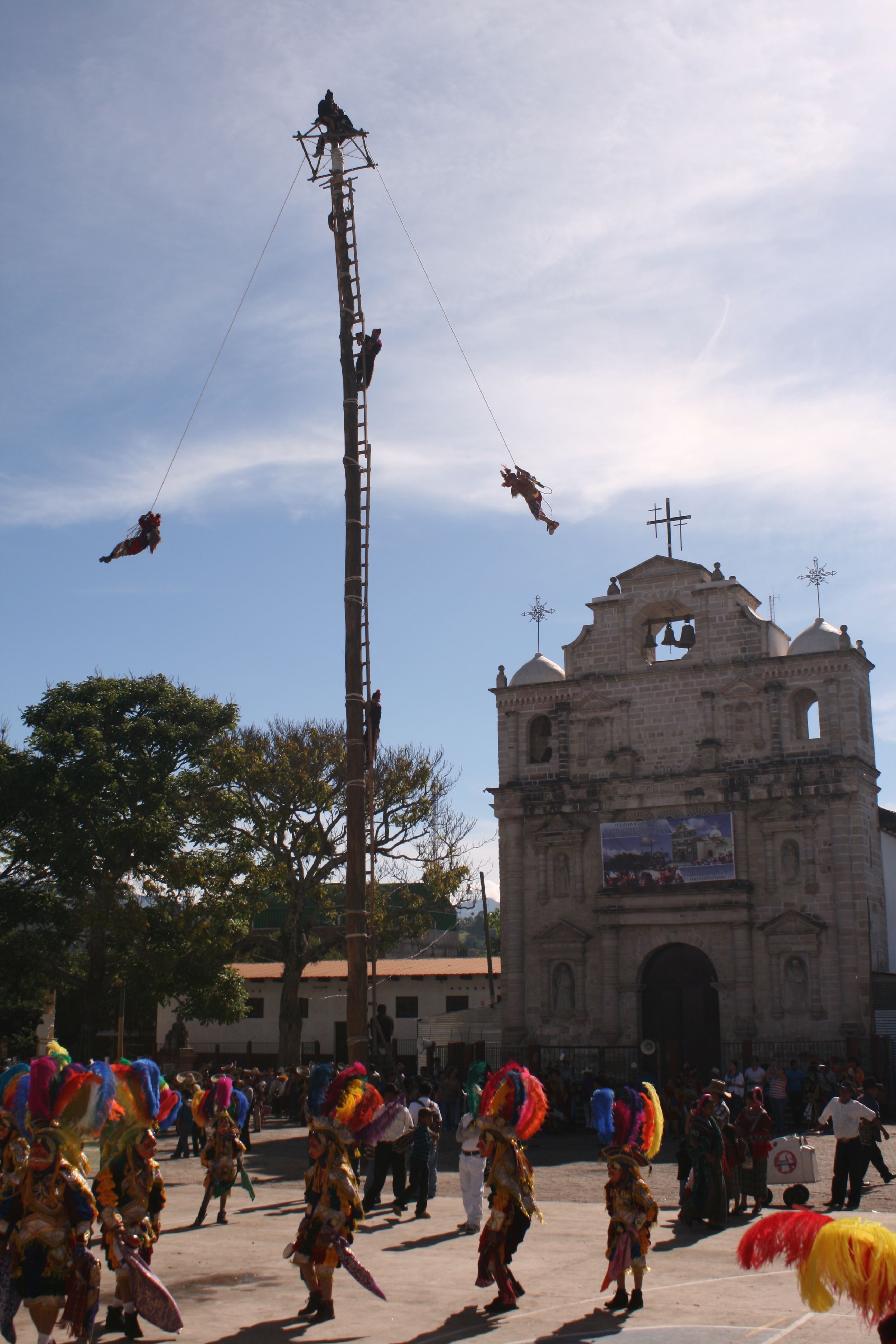
Danzantes del Palo Volador en Joyabaj, Quiché, Guatemala.

A la danza se han incorporado elementos occidentales y modernos como la utilización de algunos elementos en los trajes. También se elaboran palos de metal en vez de madera y el palo del árbol ya no es llevado sin tocar el suelo, cargado por toda la comunidad, sino que usan vehículos de combustión interna para el arrastre.
La introducción de estos elementos ha sido valorada como negativa para la tradición, además de que la danza ha adquirido características de Circo, pues ha sido comercializada como espectáculo, y para ello se ha buscado mayor atractivo visual, realizándola en un palo más alto superando el número de 13 vueltas, lo que rompe con el carácter sagrado de la tradición.
Ante este escenario varios danzantes se agruparon en una Unión de Danzantes y Voladores con el fin de preservar la tradición original.
Por otra parte, esta danza ha sido juzgada como un “juego” prehispánico, siendo que es un ritual sin carácter lúdico.
Esta danza también se practica en Guatemala, en el departamento del Quiché, en Chichicastenango y Joyabaj, entre otros. Se realiza durante las actividades de celebración de los patrones de dichos municipios, para lo cual, cuentan con el elemento principal que es el "palo" frente al Templo Católico y se ubica permanentemente en ese sitio, hasta que es utilizado cada año.
En el año 2000 el Gobierno de México otorgó a la Unión de Danzantes y Voladores de Papantla el Premio Nacional de Ciencias y Artes en su rubro de Artes y Tradiciones Populares.
El 30 de septiembre de 2009 la ceremonia ritual de los voladores fue declarada Patrimonio Cultural Inmaterial de la Humanidad; el anuncio fue hecho por la Unesco durante las reuniones del Comité intergubernamental para la salvaguarda del Patrimonio Cultural Inmaterial en la ciudad de Abu Dhabi.

## Historia

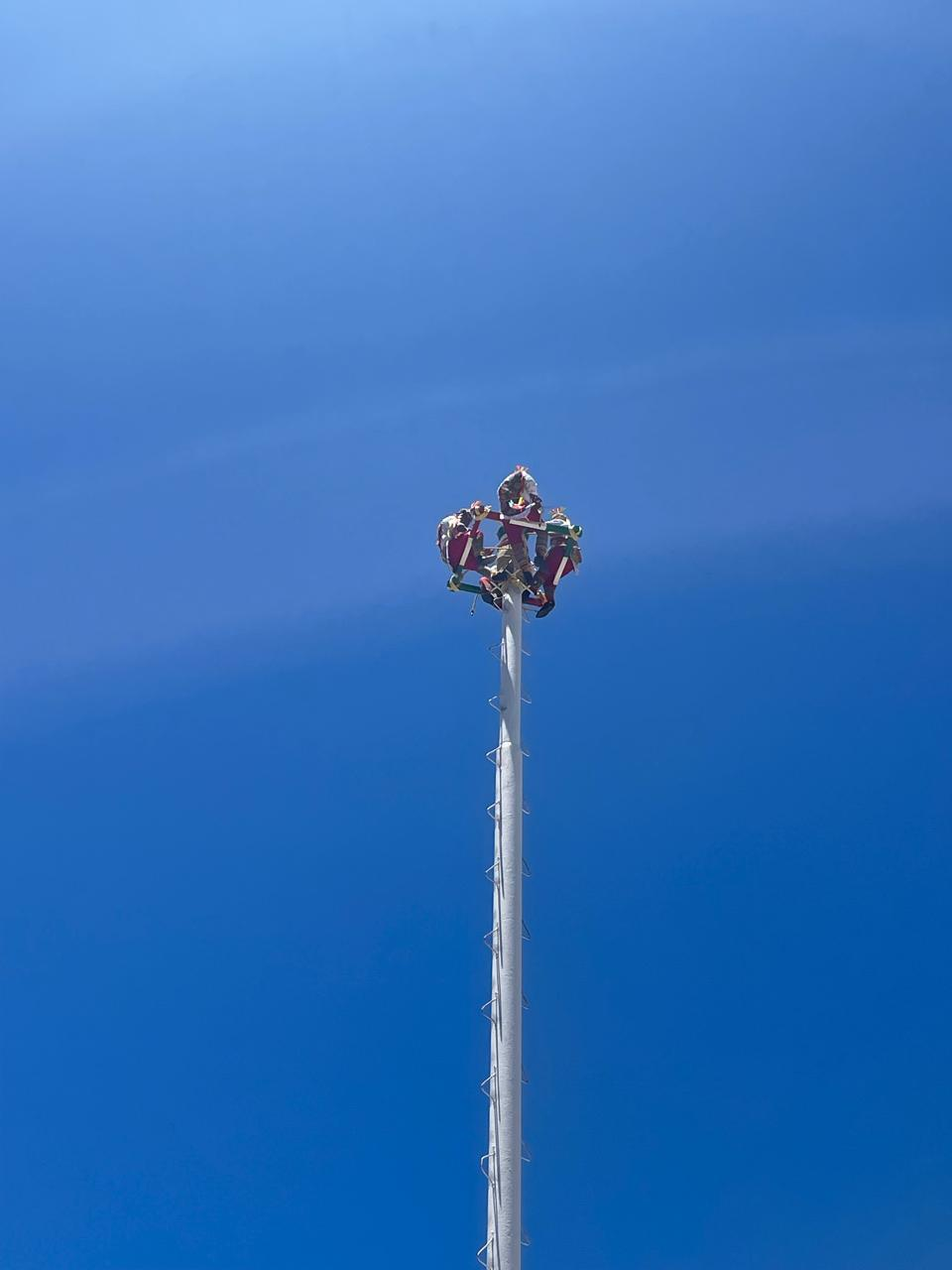
Los Voladores de Papantla en Puerto Vallarta

El ritual de los voladores inició como una ceremonia en la época prehispánica, que tenía que ver con un rito orientado a pedir lluvia debido a un periodo largo de sequía, el rito en aquellos tiempos no se iniciaba aventándose al vacío, si no con la selección del “palo volador” se internaban en busca del más alto, se danzaba en torno a él y se realizaba toda una serie de pasos para llevarlo al lugar en donde lo colocarían, un dato curioso es que las mujeres tenían prohibido tocarlo ya que era una señal de mal augurio. Actualmente se ha generalizado al empleo de postes de acero con pequeños peldaños metálicos, conservándose únicamente de madera el bastidor y el tecomate. La altura varía de un palo a otro: el que se encuentra en la explanada de la iglesia de Papantla mide aproximadamente 37 m; el localizado en El Tajín tiene casi 27 m; y el del Museo Nacional de Antropología de la Ciudad de México alcanza los 25 m.

## Vestimenta
La vestimenta de los voladores es una manifestación rica en simbolismo que refleja la conexión profunda entre este ritual y la naturaleza.
Elementos de la Vestimenta:
1. Camisa Blanca: Los voladores visten una camisa blanca, que simboliza la pureza y la conexión con lo espiritual. 
2. Pantalón Rojo: El pantalón es de color rojo y suele estar decorado con flecos. El rojo representa la vida y la energía, mientras que los flecos pueden simbolizar las plumas de las aves.
3. Pectoral o Chaleco: Sobre la camisa, los voladores llevan un pectoral de tela roja adornado con intrincados bordados y figuras geométricas. Estos diseños pueden representar elementos naturales y deidades, y el pectoral en sí simboliza la protección y la fortaleza. 
4. Tocado o Gorro Cónico: En la cabeza, portan un gorro de forma cónica rematado con plumas de colores, que simbolizan aves como el quetzal. Este tocado vincula al danzante con las aves y representa la conexión entre el cielo y la tierra. 
5. Pañuelos o Paliacates: Utilizan pañuelos de colores vivos, que pueden estar atados en diferentes partes del cuerpo. Estos pañuelos representan los cuatro puntos cardinales y las cuatro estaciones del año, elementos fundamentales en la cosmovisión indígena.
Cada componente de la vestimenta tiene un significado profundo que refuerza la conexión del ritual con la naturaleza y el universo. Por ejemplo, el uso de plumas y colores vivos evoca a las aves y al cielo, elementos centrales en el rito de los voladores. La combinación de estos elementos busca armonizar al ser humano con el cosmos y rendir homenaje a las deidades ancestrales.
La confección de estos trajes es un proceso artesanal que se transmite de generación en generación. Los materiales utilizados incluyen telas de manta para las camisas, telas rojas para los pantalones y pectorales, y plumas de diversos colores para los tocados. Los bordados y adornos son realizados a mano, incorporando símbolos tradicionales que reflejan la identidad cultural de la comunidad.
La vestimenta no solo es un atuendo ceremonial, sino también una manifestación tangible de la riqueza cultural y espiritual de los Voladores, reafirmando su identidad y legado ancestral.

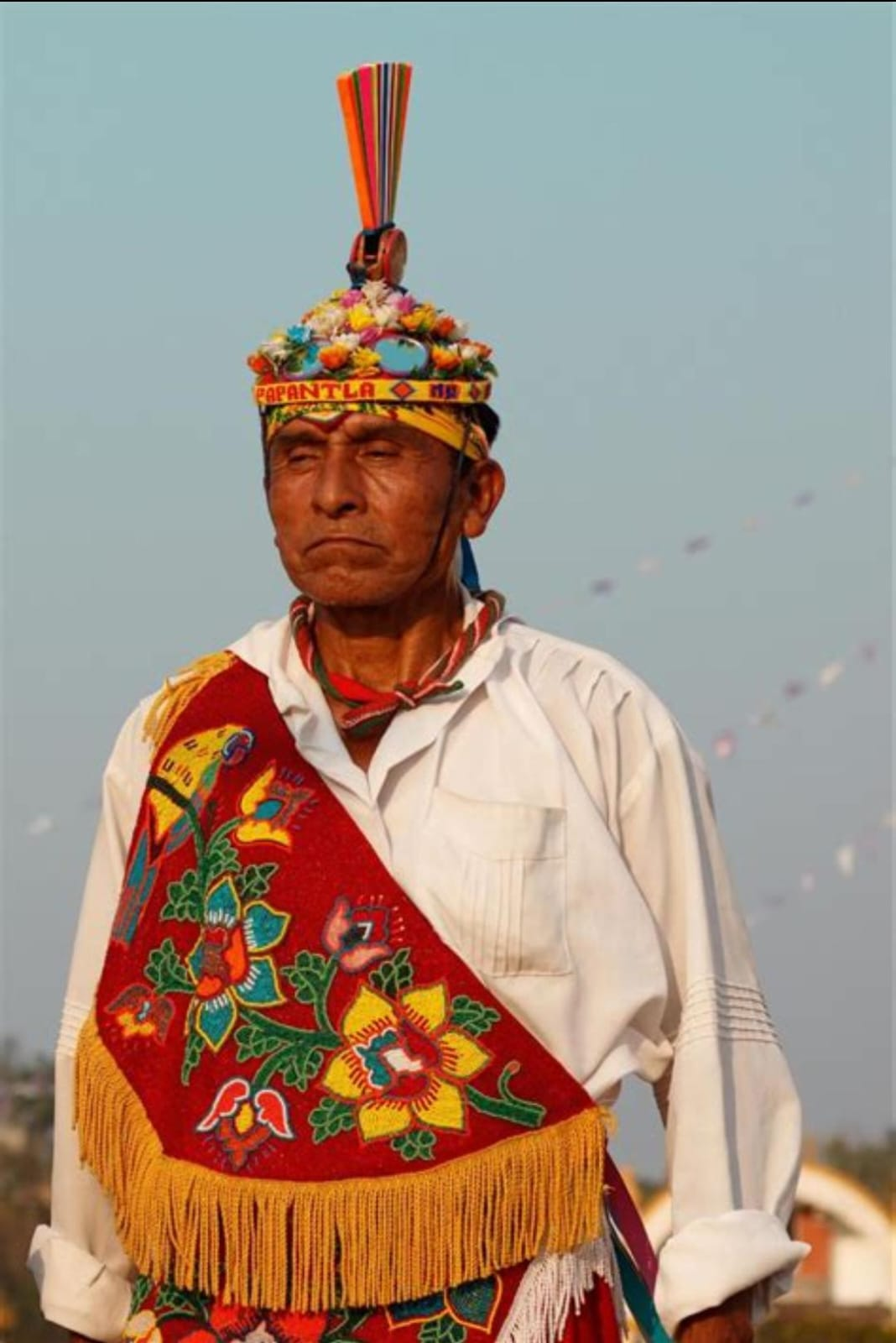
Vestimenta

## Música

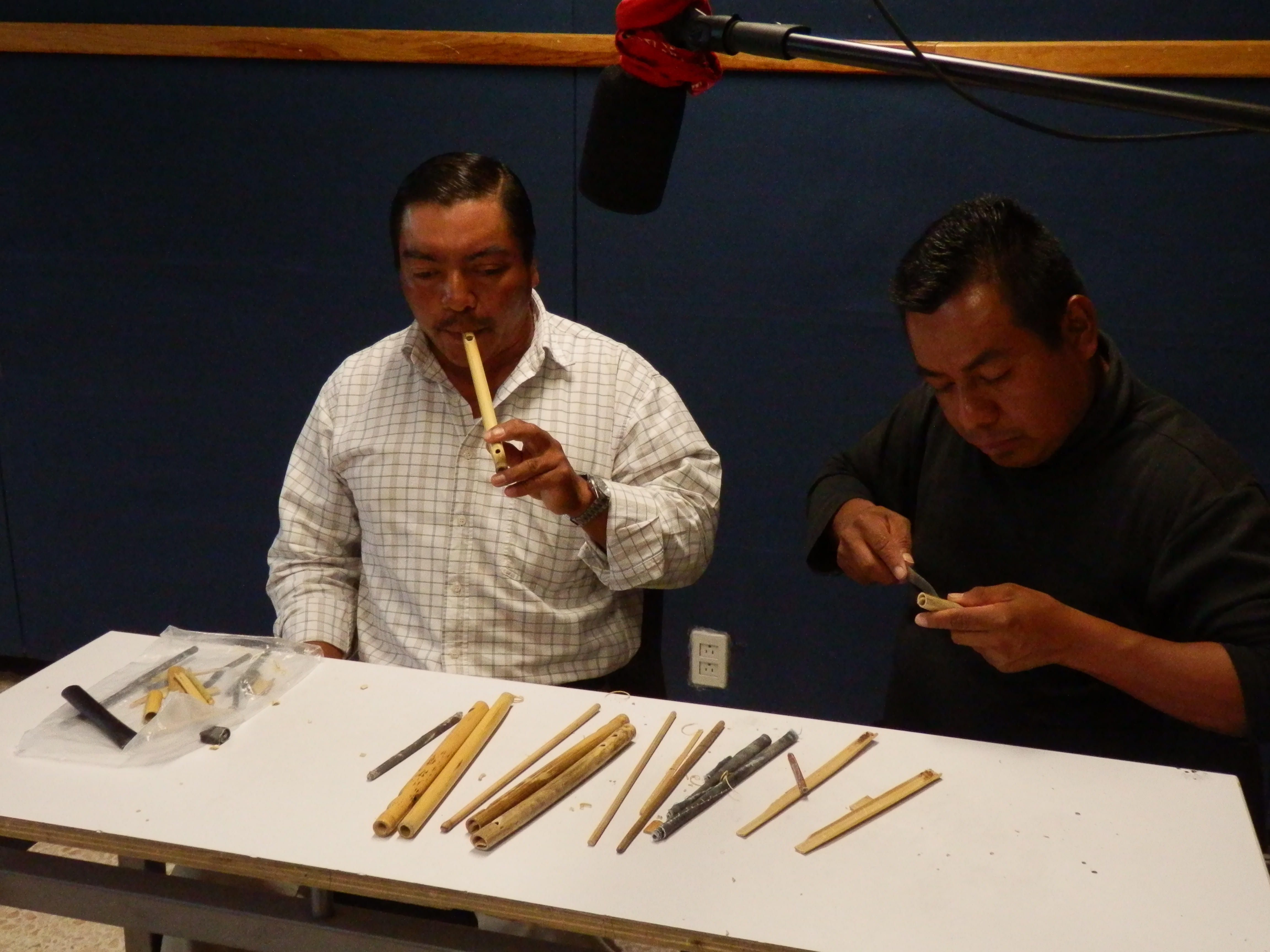
Construcción de flautas. A la derecha, prueba de flauta recién elaborada; a la izquierda, talla del bisel de una flauta en construcción.

La música desempeña un papel esencial en el Rito de los Voladores de Papantla, ya que guía y da ritmo a la ceremonia. El encargado de la música es el "caporal", quien permanece en la cima del poste durante todo el ritual. Este músico utiliza dos instrumentos tradicionales: una flauta de carrizo y un pequeño tambor. La flauta, que suele tener tres o cuatro orificios, emite sonidos que representan el canto de las aves, mientras que el tambor simboliza la voz de los dioses. La combinación de ambos instrumentos crea una melodía que evoca la conexión entre el cielo y la tierra. Antes de que los voladores se lancen al vacío, el caporal interpreta una pieza conocida como el "Son del Perdón". Esta melodía es una súplica a las deidades, solicitando permiso y perdón por cortar el árbol que se utilizó para el poste, mostrando así respeto hacia la naturaleza y los seres divinos. Durante el descenso de los voladores, el caporal continúa tocando la flauta y el tambor, marcando el ritmo de la ceremonia y manteniendo la conexión espiritual a lo largo de todo el ritual. 

### Instrumentos musicales

#### Flauta
Los sones de volador, nombre genérico utilizado para nombrar al repertorio musical usado en el rito de los voladores, son ejecutados por el caporal, músico y danzante que realiza la función de sacerdote y guía en el ritual. El caporal también elabora los instrumentos musicales empleados en esta práctica músico dancística. Los instrumentos son elaborados con materiales obtenidos en su mayoría del entorno natural de la región. Hay caporales ya retirados que solo se dedican a la construcción de instrumentos musicales para vender como artesanías, aunque también construyen instrumentos para otros caporales activos que no tienen el tiempo o el conocimiento para construir los propios.
Según Contreras, la flauta de volador, es una flauta de pico de tres orificios, de embocadura tubular con aeroducto, se encuentra dentro de la clasificación de aerófono verdadero, pues disponen de una cámara donde están contenidas las vibraciones producidas por la columna de aire antes de su liberación.